# Euphorbia kitagawae
Euphorbia kitagawae là một loài thực vật có hoa trong họ Đại kích. Loài này được (Hurus.) Kitag. mô tả khoa học đầu tiên năm 1979.